# My Fofo
My Fofo è un singolo del rapper Fat Joe. Il tema principale del brano è un dissing a 50 Cent.